# ایسوزو پنتر

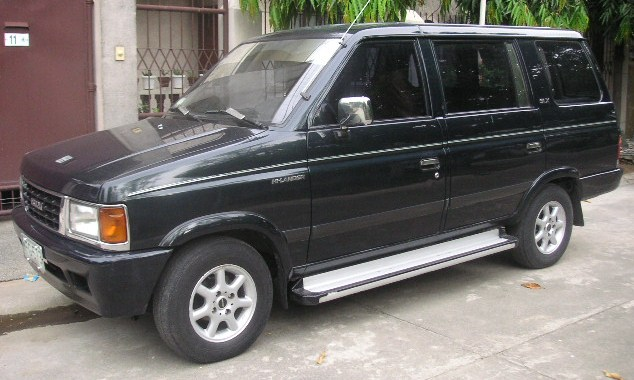

ایسوزو پنتر (Isuzu Panther) خودرویی است که از سال ۱۹۹۱ تا کنون در جاکارتا، اندونزی، لاگونا و فیلیپین تولید شده‌است.ابعاد آن در حالت طبیعی بدین صورت است: طول ۴٬۶۹۲ میلیمتر (۱۸۴٫۷ اینچ) ، عرض ۱٬۷۷۱ میلیمتر (۶۹٫۷ اینچ) و ارتفاع آن ۱٬۸۷۳ میلیمتر (۷۳٫۷ اینچ) است. سیستم جعبه‌دندهٔ آن ۴ دنده به دو صورت خودکار و دستی است.

## نگارخانه

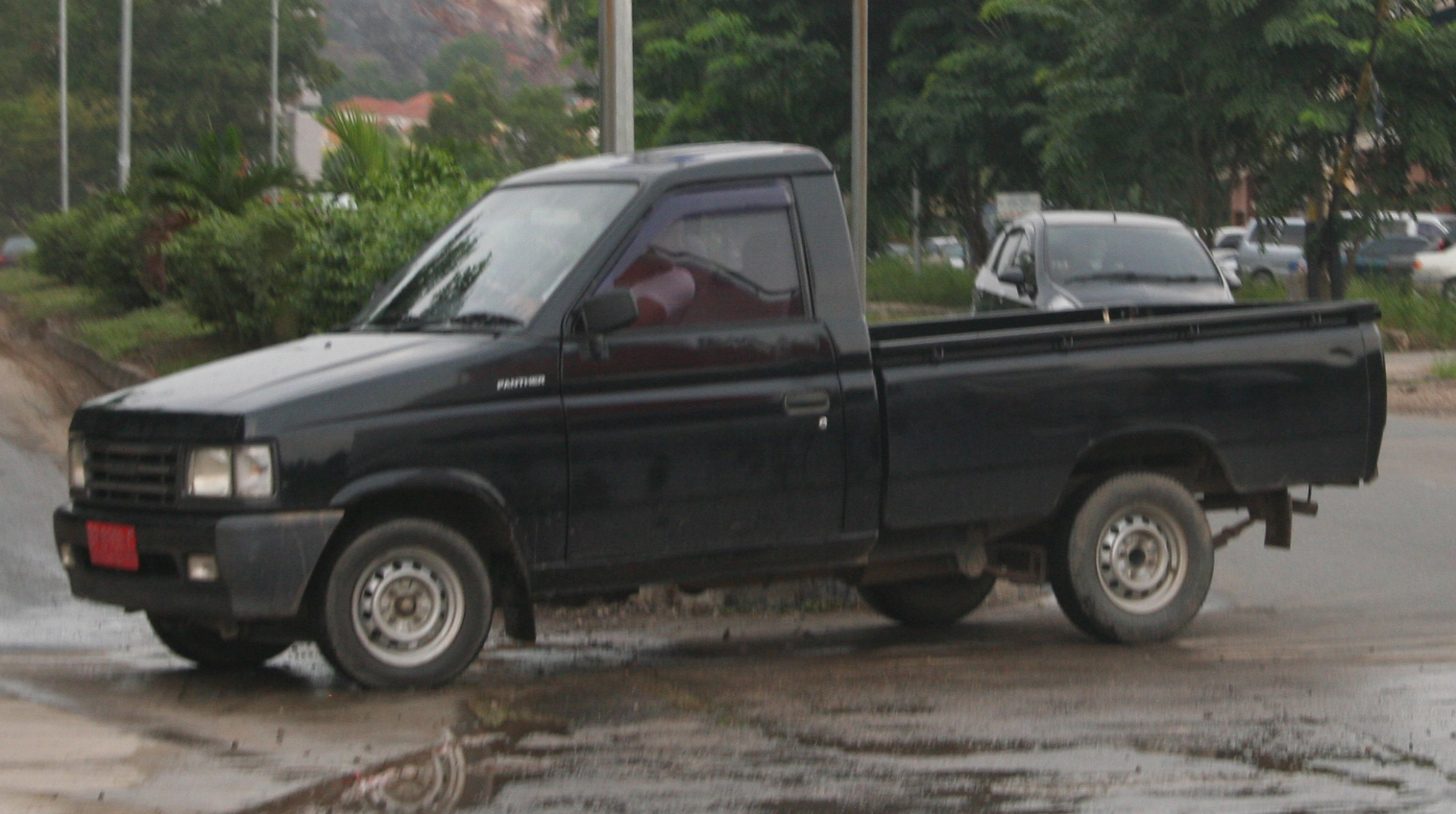
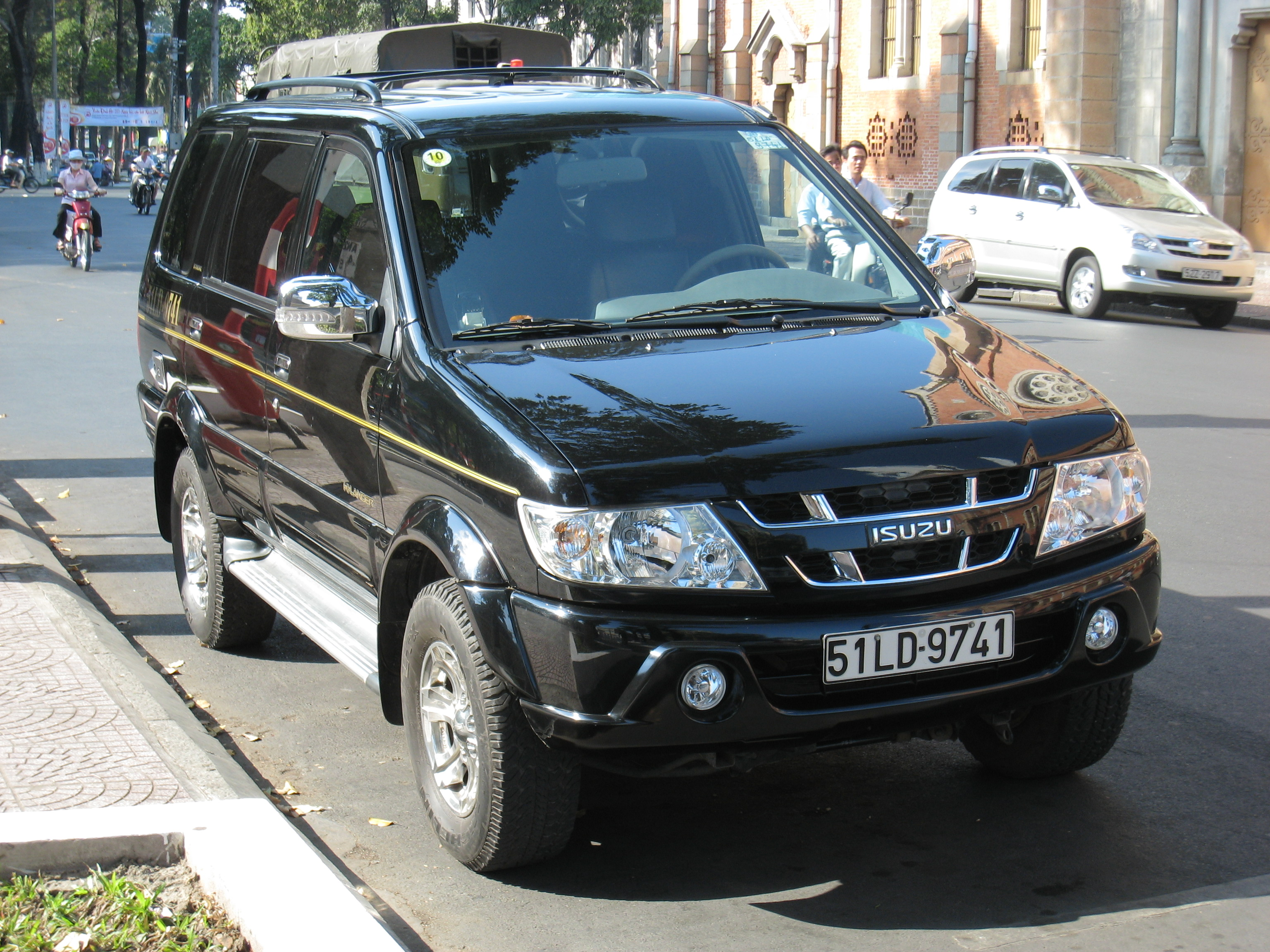
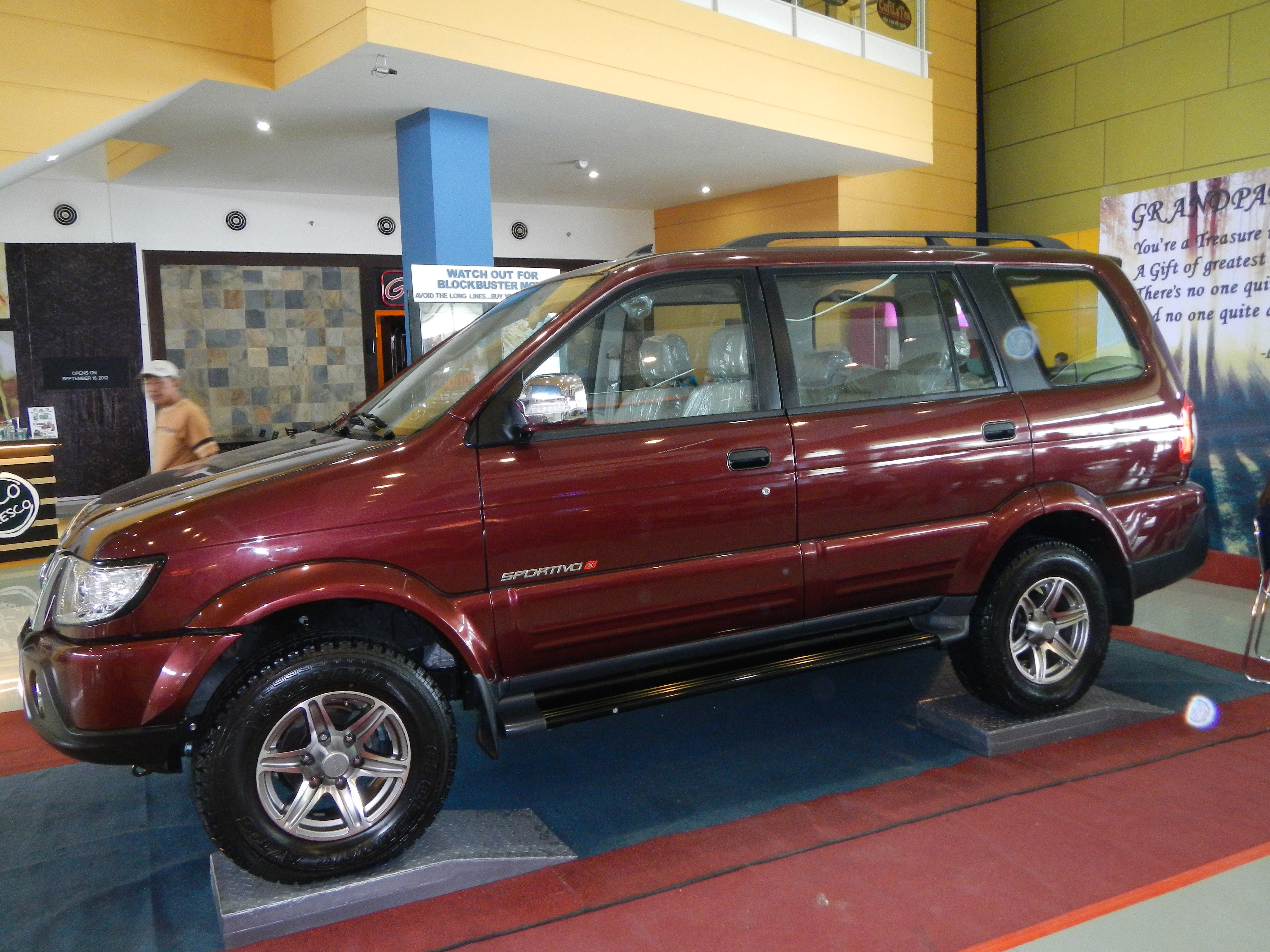